# Сидоний (епископ Майнца)
Сидо́ний (?, регион Роны и Луары — около 589 года, Майнц) — епископ Майнца во второй половине VI века.

## Биография
Сидоний происходил из знатной аквитанской семьи. Он был верным приверженцем политики франков, захвативших Аквитанию в 507 году. Как сторонник королей-Меровингов Хлотаря I, Теодориха I и Теодеберта I, Сидоний стал одним из самых важных священнослужителей в Аквитании и благодаря этому, возможно, получил Майнскую кафедру, став здесь, возможно, преемником епископа Лантфрида.
Когда именно был епископом Сидоний, точно не известно. В 566 году Сидония посетил поэт и агиограф Венанций Фортунат, позже увековечивший епископа в своих сочинениях. Речь идет о трёх стихах, восхвалявших Сидоний и говоривших, что город Майнц больше не является сиротой в религиозном плане. Они дают основание предположить, что Сидоний занял епископскую кафедру в 565 году. Эти стихи содержат единственное указание на этого епископа Майнца, первого ставленника франков в длинном списке местных епископов. Майнц только в середине VI века был присоединен к Франкскому государству. Назначение своего ставленника в город с древней епископской кафедрой явно показывало стремление наследников Хлодвига I усилить распространение и укрепление христианства среди франков и местного населения.
В Майнце Сидоний заложили основу для последующего роста значения епископства, который позднее привёл к организации архиепископства. Заботясь о развитии города, епископ Сидоний построил собор в честь Мартина Турского, новые церкви, реставрировал и обновил старые. Он способствовал распространению христианской религии и соблюдению основ веры. Будучи фактически ставленником франкских королей, Сидоний способствовал экономическому развитию города Майнц, строительству укреплений по Рейну, а также оказывал помощь бедным слоям населения.
Епископ Сидоний умер около 589 года. Его преемником на кафедре Майнца стал епископ Сигиберт I.